# Jinbei Haixing X30

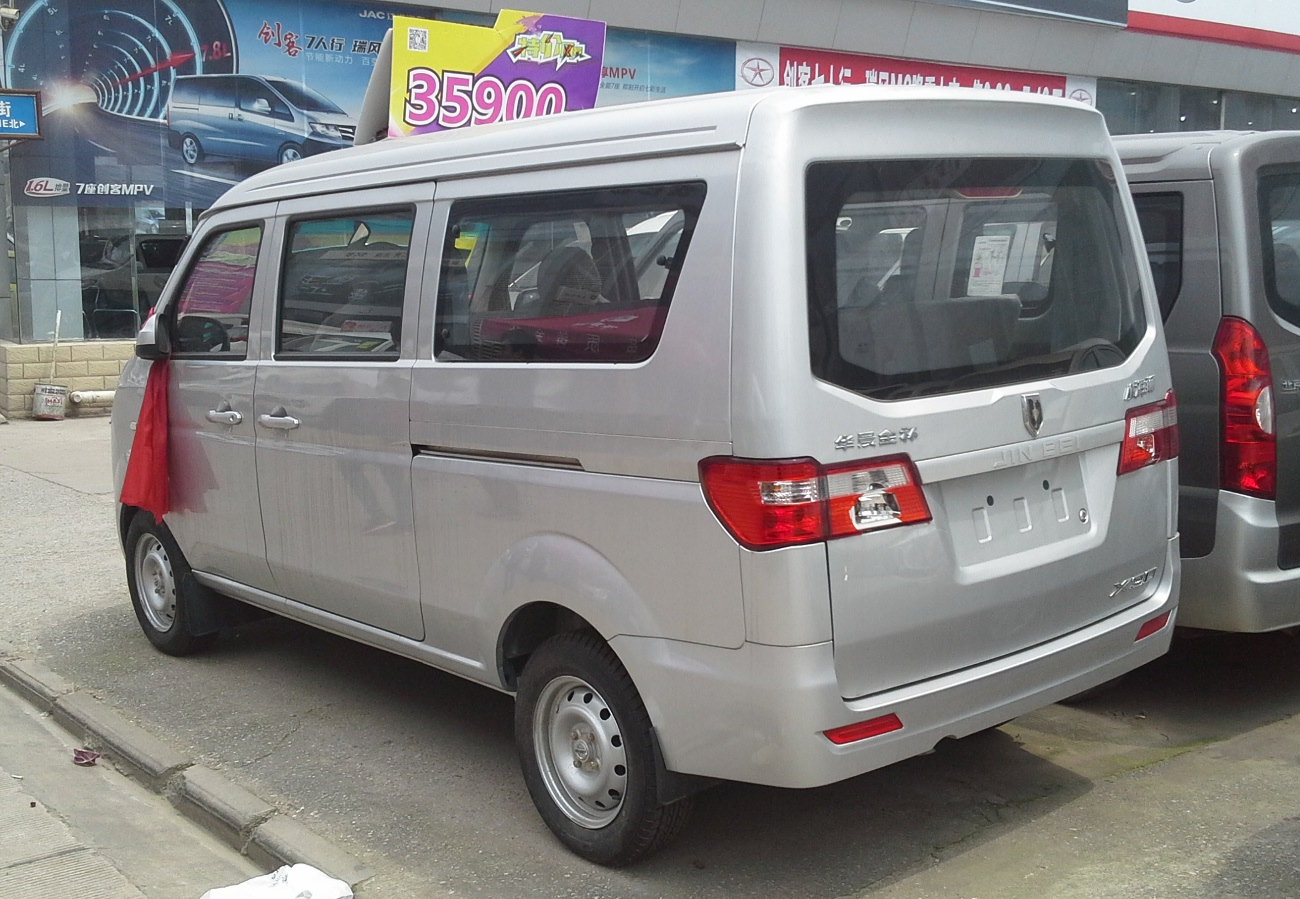
Вид сзади

Jinbei Haixing X30 — восьмиместный минивэн, выпускающийся китайской компанией Brilliance China Auto под брендом Jinbei.

## Описание
Jinbei Haixing X30 впервые был представлен в августе 2013 года. Построенный компанией Brilliance Xinyuan Chongqing Auto (晨鑫源晨鑫源), Jinbei X30 являлся флагманом в гамме коммерческих фургонов Haixing.
При запуске производства в августе 2013 года Jinbei Haixing X30 изначально назывался Jinbei Small Haise X30. Цены варьировались от 35000 до 46800 юаней.